# Bio bus

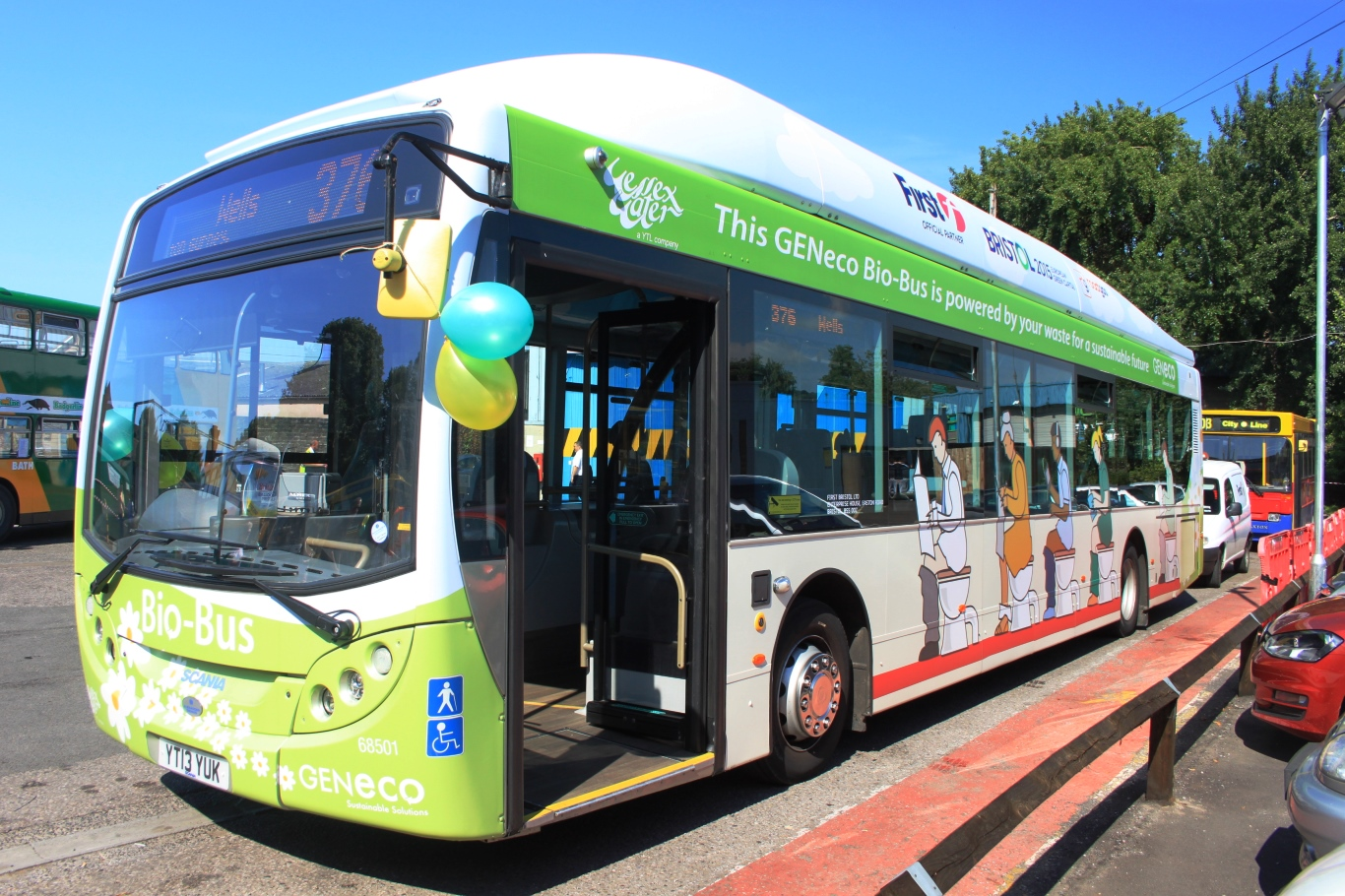
O ônibus de demonstração Scania YT13YUK movido a biometano, atualmente operando como First Bristol 68501, visitou Wells para o dia de abertura do depósito para comemorar o 30º aniversário da criação da empresa Badgerline.

O Bio-Bus é o primeiro ônibus do Reino Unido movido inteiramente por fezes humanas e resíduos de alimentos.
O ônibus, que entrou em serviço no sudoeste da Inglaterra em 2014, é movido a biometano. O gás é feito de esgoto humano e restos de comida que são processados em uma fábrica em Avonmouth administrada pela GENeco, uma subsidiária da Wessex Water. Tem um chassis Scania K270UB e uma carroçaria Enviro200 com 40 lugares. Um registro especial foi emitido: YT13YUK.

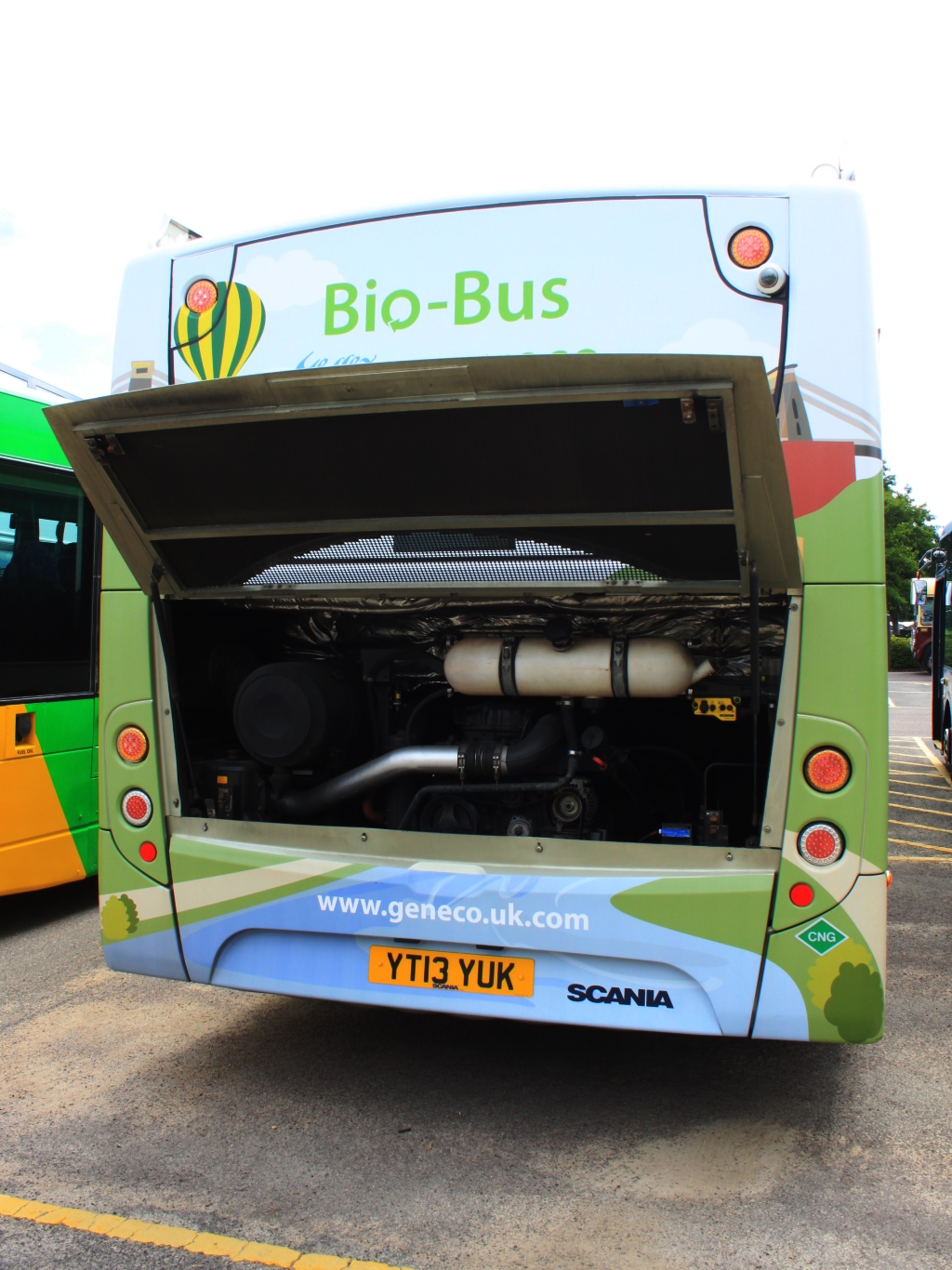
O motor

O ônibus inicialmente serviu 15 mi (24 km) Rota da Bath Bus Company entre o Aeroporto de Bristol e Bath. A cidade vizinha de Bristol foi Capital Verde Europeia em 2015 e, em conexão com isso, o ônibus operou em Bristol na rota First Bristol número 2. Agora ele funciona para Reading Buses como BU52GAS.
Quando comparado com os motores a diesel normalmente usados para abastecer ônibus, o Bio bus produz 20 a 30% menos dióxido de carbono, 80% menos óxidos de nitrogênio e tem baixo teor de partículas. Um tanque de gasolina abastecerá o ônibus por 300 km (190 mi); no entanto, o ônibus precisa reabastecer no Bristol Sewage Treatment Works, que fica a 11 km do centro da cidade, o que significa que o ônibus precisa fazer uma viagem significativa para reabastecer, tornando-o menos econômico.